# Dyschoriste oblongifolia
Dyschoriste oblongifolia är en akantusväxtart som först beskrevs av André Michaux, och fick sitt nu gällande namn av Carl Ernst Otto Kuntze. Dyschoriste oblongifolia ingår i släktet Dyschoriste och familjen akantusväxter. Inga underarter finns listade i Catalogue of Life.